# Eagleville (comté de Modoc, Californie)
Pour les articles homonymes, voir Eagleville.
Eagleville est une census-designated place du comté de Modoc, dans l'État de Californie, aux États-Unis,. En 2020, elle compte une population de 45 habitants.